# Municipis del Cantó de Basilea-Camp

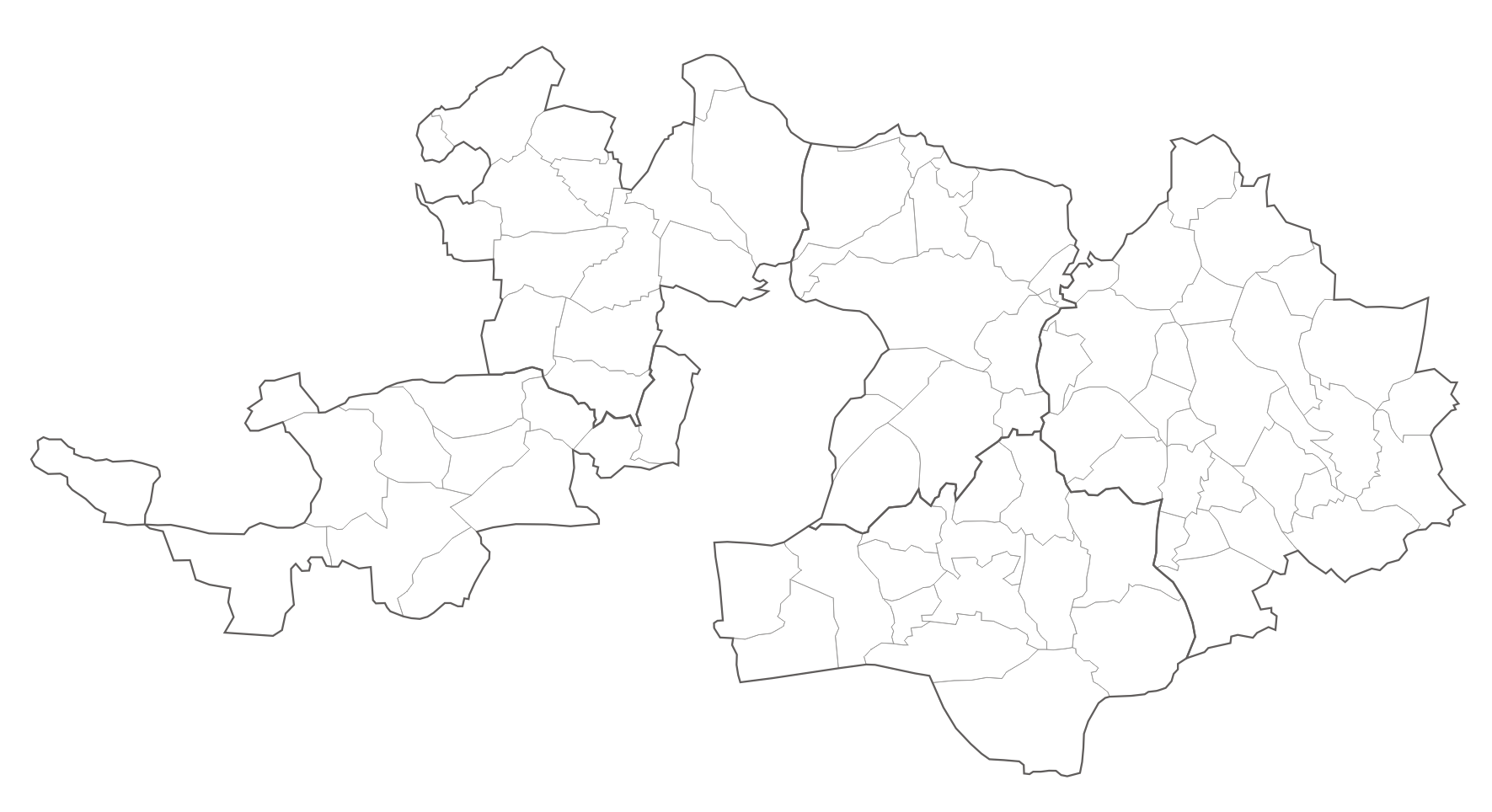
Mapa dels municipis del Cantó de Basilea-Camp

Escut del Cantó de Basilea-Camp

Els Municipis del Cantó de Basilea-Camp (Suïssa) són 86 i s'agrupen en 5 districtes.
| Districte d'Arlesheim - Aesch - Allschwil - Arlesheim - Biel-Benken - Binningen - Birsfelden - Bottmingen - Ettingen - Münchenstein - Muttenz - Oberwil - Pfeffingen - Reinach - Schönenbuch - Therwil | Districte de Laufen - Blauen - Brislach - Burg - Dittingen - Duggingen - Grellingen - Laufen - Liesberg - Nenzlingen - Roggenburg - Röschenz - Wahlen - Zwingen | Districte de Liestal - Arisdorf - Augst - Bubendorf - Frenkendorf - Füllinsdorf - Giebenach - Hersberg - Lausen - Liestal - Lupsingen - Pratteln - Ramlinsburg - Seltisberg - Ziefen | Districte de Waldenburg - Arboldswil - Bennwil - Bretzwil - Diegten - Eptingen - Hölstein - Lampenberg - Langenbruck - Lauwil - Liedertswil - Niederdorf - Oberdorf - Reigoldswil - Titterten - Waldenburg | Districte de Sissach - Anwil - Böckten - Buckten - Buus - Diepflingen - Gelterkinden - Häfelfingen - Hemmiken - Itingen - Känerkinden - Kilchberg - Läufelfingen - Maisprach - Nusshof - Oltingen - Ormalingen - Sissach - Rickenbach - Rothenfluh - Rümlingen - Rünenberg - Tecknau - Tenniken - Thürnen - Wenslingen - Wintersingen - Zunzgen |